# Helmut Rogl

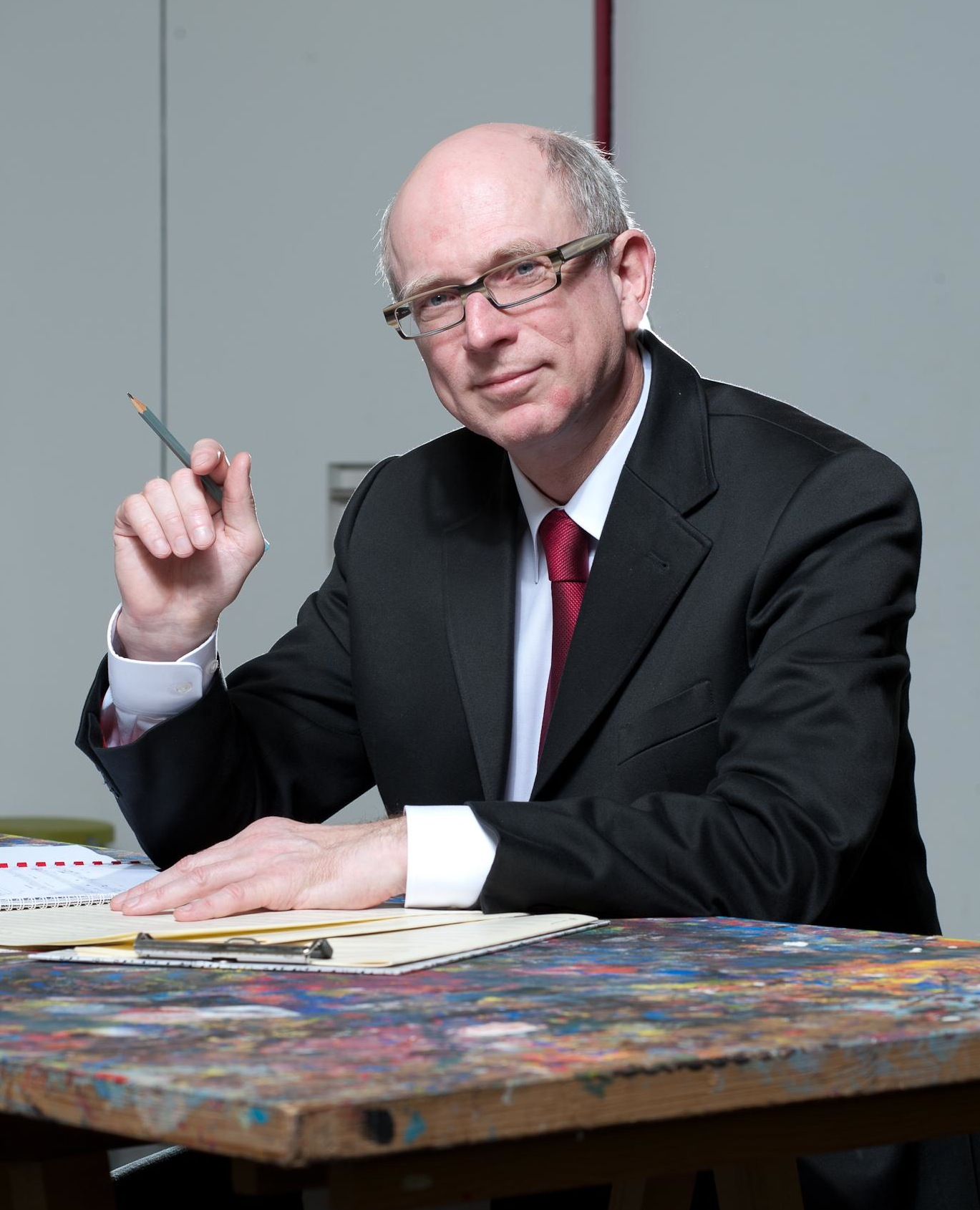
Helmut Rogl

Helmut Rogl (* 2. April 1960 in Enns/Oberösterreich) ist ein österreichischer Komponist und leitender Angestellter in der Privatwirtschaft.

## Leben
Helmut Rogl erhielt ab dem 8. Lebensjahr Klavierunterricht. Nach ersten Kompositionen als Autodidakt und dem Abschluss der Matura nahm er im Jahr 1978 ein Kompositionsstudium am Bruckner-Konservatorium Linz bei Helmut Schiff und Gunter Waldek auf, welches er 1984 mit der Reifeprüfung abschloss. Anschließend studierte er Komposition bei Helmut Eder am Mozarteum in Salzburg; dieses Studium beendete er 1986 mit dem Diplom. Parallel zu seinem Musikstudium studierte Rogl Wirtschaftswissenschaften und promovierte 1985 an der Johannes Kepler Universität Linz zum Doktor der Betriebswirtschaft.
Seither übt Rogl beide Professionen aus, zum einen als Marketingdirektor der Oberösterreichischen Versicherung, zum anderen als Komponist. Er lebt in Linz.

## Auszeichnungen
- 1984: Talentförderungspreis des Landes Oberösterreich
- 1989: Kulturpreis der Stadt Linz
- 1999: Kulturmedaille der Stadt Linz
- 2001: Kulturpreis des Landes Oberösterreich
- 2015: Verleihung des Berufstitels Professor

Seine mit dem Filmemacher und Regisseur Manfred Pilsz entstandenen Musikvideos wurden bei Videowettbewerben ausgezeichnet; darunter fallen:
- „Alice – die andere Seite“:  Video EM 2009 Schweiz (Silber und Fantasyfilm Sonderpreis), Österreichische Staatsmeisterschaft 2010 (Silber)
- „Lot Cape Chen“: Europameisterschaft Kopenhagen 2006 (Silber), Österreichische Staatsmeisterschaft 2006 (Gold und Sonderpreis der Jury „Flamingo“)

Die Musik- und Kulturredakteurin Alice Ertlbauer-Camerer schrieb in ihrer Laudatio anlässlich der Verleihung des Kulturpreises des Landes Oberösterreich: „Stilistisch zeichnet sich Rogl in den Augen der Jury durch solides tonsetzerisches Handwerk – ein heute nicht mehr selbstverständliches Können – gepaart mit einem sicheren Sinn für formale Zusammenhänge aus. Bereits Rogls erste aufgeführte Kammermusikwerke weisen jene klare Stimmführung aus, die dem Zuhörer das Erfassen seiner Musik erleichtert. In diesem Sinne versteht sich Rogl als Vertreter des polyphonen Stils, dessen harmonisches Gefüge stets ein tonales Zentrum aufweist.“

## Werke (Auswahl)
Rogl schuf rund 50 Kompositionen, von Solostücken über Kammermusik bis hin zu Orchester- und Bühnenwerken, sowie auch elektronische Musik und Filmmusik. Neben der menschlichen Stimme ist dabei das Violoncello stark vertreten. Die Freundschaft zum Cellisten Martin Rummel regte ihn zu einer Reihe von Werken für Violoncello an, auch für Róbert Nagy komponierte er.
Werke entstanden u. a. für die  Münchner Philharmoniker,  Wiener Kammersymphoniker,  Wiener Kammerorchester,  Bruckner Orchester Linz, Budapester Streichersolisten, Pro Brass,  Kammerorchester Diagonal, Ensemble Sonare und  Martin Rummel.

### Ensemblemusik
- Kantate für Alt, Tenor, Baß, Klarinette, zwei Schlagwerker und Klavier – Quartett, Terzett nach Texten von Guillaume Apollinaire, Georg Trakl, Hertha Kräftner und Klabund, op. 3 (1983)[3]
- In Memoriam Sir Vincent Scott – Introduktion und Ballade für Violoncello und Klavier, op. 9 (1985)[3]
- In den Iden des März – Trio für Violine, Viola und Violoncello, op. 8 (1985)[3]
- Mistress Barbara’s favourite waltz – Trio für Englischhorn, Blockflöte und Kontrabass, op. 10 (1985)[3]
- Ein Traum zur halben Nacht – Nocturne für Violine und Klavier, op. 11 (1986)[3]
- Seven up – Quartett für Sopransaxophon, Altsaxophon, Tenorsaxophon und Baritonsaxophon, op. 22 (1992)[3]
- Gebete – Trio für Oboe, Cembalo und Kontrabass mit Vokalsextett nach Texten von Mascha Kaléko, op. 25 (1994)[3]
- Siziliano in tre – Trio für Vibraphon, Posaune und Kontrabass, op. 27 (1995)[3]
- Life Radio Rag – Ragtime für Violoncello und Klavier, op. 31 (1998)[3]
- Meditation – Duo für Bajan und Violoncello, op. 32 (1999)[3]
- Saitenspiele – Duo für Harfe und Klavier, op. 33 (1999)[3]
- Sonnenspuren – Nächtliche Zäsuren im Gang von Sonnenuhren, op. 34 (1999)[3]
- Lamento – über ein Choralthema für Violoncello und Klavier, op. 44 (2005)[3]
- Ihr Lieder mein! – Sieben Lieder für Klavier solo mit Duett Sopran und Bariton, op. 48 (2006–2008)[3]
- eins. Zwei. TRIO! – Trio für Altsaxophon, Klavier und Violoncello, op. 53 (2012)[3]
- Elegie – Duo für Klavier und Violoncello, op. 57 (2013)[3]

### Solomusik
- Fünf Lieder für Bariton (Alt) und Klavier – nach Texten von Guillaume Apollinaire und Mascha Kaléko, op. 1 (1982)[3]
- Sonatine für Klavier – op. 2 (1982)[3]
- Suite für Klavier – op. 4 (1984)[3]
- Drei Miniaturen für Violoncello solo – op. 5 (1984)[3]
- Suite für Oboe solo – op. 7 (1984)[3]
- monoTONie in 300 takten – für Klavier solo, op. 13 (1988)[3]
- Plutos Reich – für Klavier solo, op. 19a (1990)[3]
- Solo für Violoncello – op. 28 (1996)[3]
- YOUKI – Trailer für das Festival des Schülerfilms, für Synthesizer solo, op. 35 (1999)[3]
- Der Blick des Orpheus – Zwei Themen Gluck'lich vereint?, für Synthesizer solo, op. 37 (2001)[3]
- Stefan – Klanginstallation für ein Gebäude, für Synthesizer solo, op. 38 (2001)[3]
- Tango – für Klavier solo, op. 56 (2013)[3]
- duo4one – Invention für Violoncello solo, op. 59 (2013)[3]

### Bühnenmusik/Filmmusik
- Angela und der kleine Bär – Ein musikalisches Märchen, op. 15 (1989)[3]
- Grenzenlos... – Tanzperformance und Klanginstallation, op. 42 (2004)[3]
- „Alice – Die andere Saite“ – Musik zum Film, op. 49 (2008)[3]
- Angela und der kleine Bär – Musiktheater, Neufassung für Orchester, op. 51 (2009–2010)[3]
- Fête de la Grenouille – Filmmusik, op. 55 (2013)[3]

## Aufführungen (Auswahl)
- 2. Mai 1994: Uraufführung des Cellokonzerts „ViolonChallenges“ im Wiener Konzerthaus
- 1995: Uraufführung des Oratoriums „Memento“ für Solisten, Chor, Orchester und Erika Pluhar als Sprecherin anlässlich der 50-jährigen Gedenkfeier zur Befreiung des KZ Mauthausen
- 11. August 1999: Uraufführung von „Sonnenspuren“ anlässlich der totalen Sonnenfinsternis im OK Offenes Kulturhaus Linz
- 2002: Eröffnungsmusik für das Brucknerfest: „Beginnt das Saitenspiel!“
- 2005: Beteiligung am Projekt „heartbeat“[4] bei der Ars Electronica, wo Rogl für das Sounddesign verantwortlich zeichnete
- 2008: Der Liederzyklus „Ihr Lieder mein!“ nach Texten europäischer Dichter/innen stimmte auf das Programm der europäischen Kulturhauptstadt Linz 09 ein

## Diskografie
- Helmut Rogl: Complete Saxophone Works So Far – 4saxess, Gerhard Hofer, Martin Rummel – paladino music pmr 0022 (2012)
- Helmut Rogl: Complete Cello Works So Far – Martin Rummel, Alfred Melichar, Christoph Eggner, Florian Feilmair, Ensemble „Rara“, Erland M. Freudenthaler – paladino music pmr 0012 (2011)
- Scherzo A.B.: Pro Brass – ATMU CD97001 (1997)[5]